# 異國情緣
《異國情緣》（英語：The White Countess）是一部由詹姆士·艾佛利執導的2005年劇情片，石黑一雄為此片編劇，劇本聚焦於一群生活在二十世紀三十年代末期上海的外國流亡者。此片也是伊斯曼·墨詮的最後遺作。

## 劇情
因布爾什維克革命而逃離俄國的女伯爵索菲亞·貝琳絲卡婭在上海的一間酒吧做舞女以維持其白俄家庭的生活，但她的家人並不理解，曾經的貴族身份讓他們很鄙視舞女這種職業，並向索菲亞的女兒卡蒂婭保密此事。
索菲亞在工作時結識了前美國國務院官員托德·傑克森，他最近在一場爆炸式恐怖襲擊中喪失了妻女，也因此失明。托德在上海開了一間優雅的夜總會，聚集了這個都市的上流社會人士，並邀請索菲亞去他的夜總會工作。索菲亞接受了這份工作，托德給夜總會取名「白色女伯爵」來指代索菲亞。
隨著兩人相處日久，漸生情愫，而此時卻爆發了第二次中日全面戰爭......

## 演員
- 雷夫·范恩斯 飾 托德·傑克森
- 娜塔莎·李察遜 飾 索菲亞·貝琳絲卡婭女伯爵
- 真田廣之 飾 松田先生
- 琳恩·蕾格烈芙 飾 歐嘉·貝琳絲卡婭
- 凡妮莎·蕾格烈芙 飾 薇拉·貝琳絲卡婭王妃
- 瑪德琳·波特（英语：Madeleine Potter） 飾 格露欣卡
- 瑪德琳·㼀莉 飾 卡蒂婭
- 李·佩斯 飾 克萊恩
- 愛倫·科杜尼（英语：Allan Corduner） 飾 薩穆埃爾·法因斯坦
- 約翰·伍德 飾 彼得·貝林斯基王子

## 外部連結
- Sony Classics website
- Merchant Ivory website （页面存档备份，存于）
- 互联网电影数据库（IMDb）上《異國情緣》的资料（英文）
- AllMovie上《異國情緣》的资料（英文）
- 爛番茄上《異國情緣》的資料（英文）
- 開眼電影網上《異國情緣 （页面存档备份，存于）》的資料 （繁體中文）